# لارا ریچاردسون
لارا ریچاردسون (انگلیسی: Laura J. Richardson؛ زادهٔ ۱۱ دسامبر ۱۹۶۳) فرمانده نظامی اهل ایالات متحده آمریکا است، که هم‌اکنون به‌عنوان رئیس ستاد فرماندهی جنوبی ایالات متحده آمریکا فعالیت می‌کند. ریچاردسون پیش‌تر فرماندهی نیروهای ارتش ایالات متحده را برعهده داشت. وی برندهٔ جوایزی همچون نشان خدمات برجسته (ارتش آمریکا) و نشان ستاره برنزی شده‌است.